# B&B (film)
B&B è un film del 2017 diretto da Joe Ahearne.

## Trama
Fred e Marc sono una coppia gay sposata, che volevano passare qualche giorno in un tranquillo B&B. Ma il padrone, conservatore, ultra-religioso e omofobo, li ha cacciati. 
Denunciato il fatto e vinto la causa, ad un anno di distanza la coppia torna nello stesso Bed and Breakfast, per passare il weekend a cui avevano dovuto rinunciare. Durante il pernottamento, arriva un giovane russo, forse gay e potenzialmente psicopatico, che si intrattiene spesso con il figlio del padrone del B&B, anch'egli omosessuale ma che non ha ancora fatto coming out.

## Produzione
Il film ha avuto un budget di 1.000.000 £.

## Accoglienza

### Critica
Sull'aggregatore di recensioni Rotten Tomatoes il film ha una media di recensioni positive del 86% con un voto medio di 7.3/10.